# Hoplia ochraceoscutellata
Hoplia ochraceoscutellata är en skalbaggsart som beskrevs av Moser 1921. Hoplia ochraceoscutellata ingår i släktet Hoplia och familjen Melolonthidae. Inga underarter finns listade i Catalogue of Life.